# Saint-Loup (Marne)
 Saint-Loup  es una población y comuna francesa, en la región de Champaña-Ardenas, departamento de Marne, en el distrito de Épernay y cantón de Sézanne.

## Demografía
| 83 | 77 | 77 | 78 | 77 | 70 |
| Para los censos de 1962 a 1999 la población legal corresponde a la población sin duplicidades (Fuente: INSEE [Consultar]) |    |    |    |    |    |